# Леон Батлер
Леон Батлер (англ. Leon Butler, 2 грудня 1892 — 18 червня 1973) — американський академічний веслувальник.
Бронзовий призер Олімпійських Ігор 1924 року в складі розпашної двійки зі стерновим.